# فرودگاه بین‌المللی اوکلا
فرودگاه بین‌المللی اوکلا (به انگلیسی: Ocala International Airport) (به زبان بومی: Jim Taylor Field) یک فرودگاه همگانی بهره‌برداری هوایی با کد یاتا OCF است که یک باند فرود آسفالت دارد و طول باند آن ۲۲۷۵ متر است. این فرودگاه در کشور ایالات متحده آمریکا قرار دارد و در ارتفاع ۲۷ متری از سطح دریا واقع شده‌است.